# Calepitrimerus armatus
Calepitrimerus armatus är en spindeldjursart som först beskrevs av Giovanni Canestrini 1890.  Calepitrimerus armatus ingår i släktet Calepitrimerus, och familjen Eriophyidae. Arten är reproducerande i Sverige.